# The 2-Sided EP/The Sharpie (1993-1995)
The 2-Sided EP/The Sharpie (1993-1995) è la prima raccolta del gruppo musicale statunitense Ui, pubblicata il 23 febbraio 1998 dalla Southern Records.

## Tracce
- 2-Sided EP

1. Ay Nako
2. Pinata
3. I Will Not Make Inconsiderate Requests
4. Horn Crown Label
5. Lull
6. Ring
7. Scrape

- The Sharpie

1. The Sharpie
2. Have A Good Time
3. Skeletons